# سلم خاسر
سَلم بن عمرو بصری شهرت‌یافته به سَلمِ خاسِر (به‌معنای:زیان‌دیده) (؟ -۸۰۲م) (نسب: سلم بن عمرو بن حمّاد بن عطاء بصری) شاعر و ناقد ادبی عرب عراقی بود. سلم، مزاح‌گر، لطیفه‌گو و شوخ‌طبع بود و به هزل نیز می‌پرداخت. از پدرش، مصحفی به ارث داشت، آن را به یک تنبور (از آلات قدیمی موسیقی) فروخت (همچنین گفته می‌شود به دفتر شعری فروخت)؛ از این رو به خاسِر، یعنی زیان‌دیده شهرت گرفت او شاگرد بشار بن برد بود، اما در نوآوری از استادش پیشی جست و رابطه‌شان به مهاجات کشیده شد.